# Babel Communications
Babel Communications este o agenție de publicitate din România specializată în domeniul construcțiilor, înființată în 1998.
În afara domeniului publicității, Babel s-a implicat și pe turism, prin Babel Tours, în construcții prin Babel Construct și în mass-media prin Misiunea Casa.
Pe plan extern, Babel Communications a demarat un proiect de regionalizare a activității, inaugurând la Sofia, în 2005, sucursala Babel OOD Bulgaria.
În martie 2009, Babel Communications a semnat un parteneriat strategic cu rețeaua de publicitate de origine germană Springer&Jacoby, în urma căruia va deveni cel de-al 12-lea birou local al rețelei și se va numi Springer&Jacoby Romania.
Cifra de afaceri în 2008: 6,3 milioane euro